# Witrik

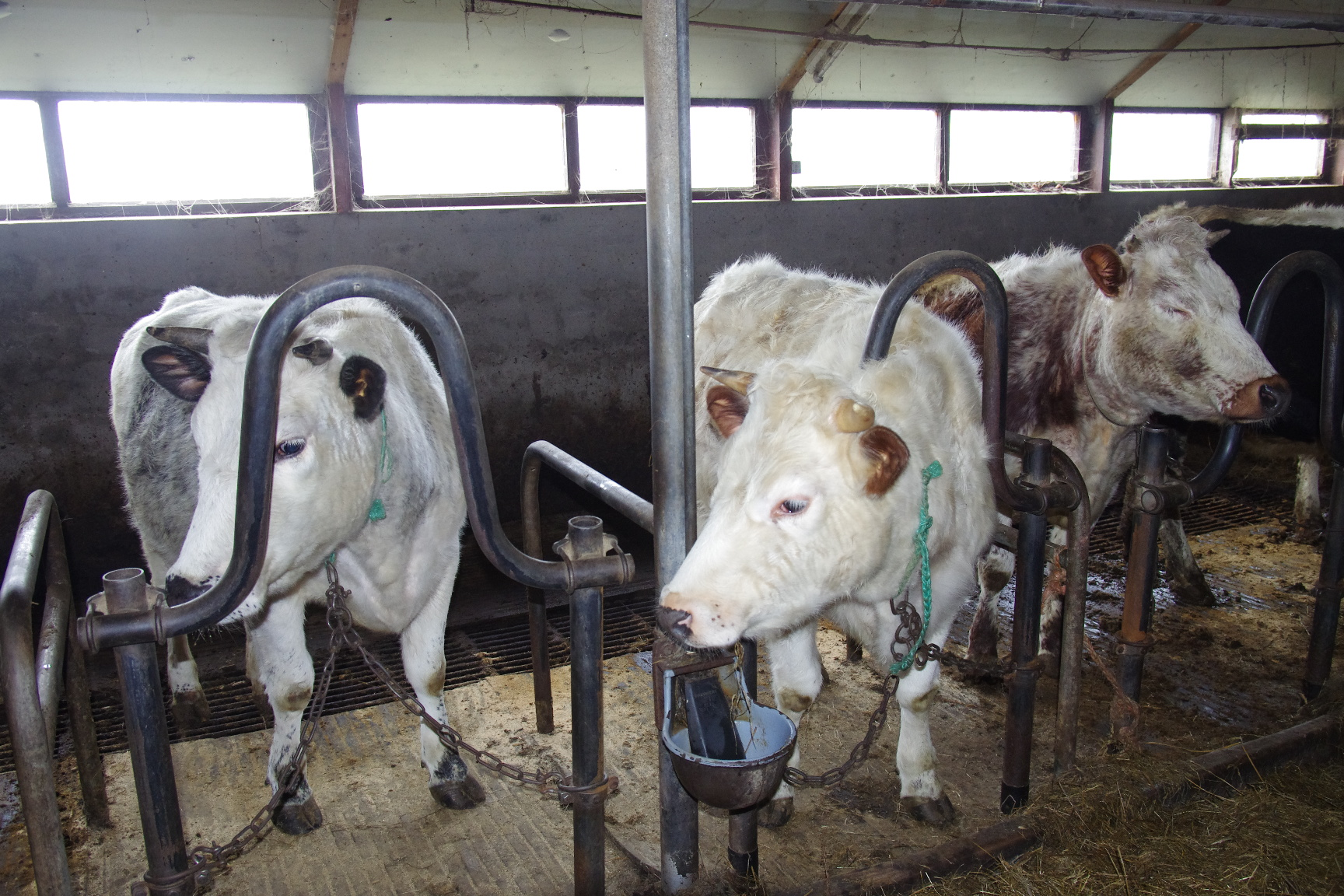
Witrikken

De Witrik van het “oude type” is een dubbeldoel rund dat zowel geschikt is voor de melk- als de vleesproductie. Het is een sober rund met een lange levensduur en ze hebben een goede gezondheid. Het zijn vriendelijke rustige dieren en daarom zeer geschikt voor zorg- en kinderboerderijen.

## Uiterlijk
De Witrik heeft een witte rug en buik, en kop en poten zijn zwart of rood gespikkeld. Deze spikkels worden ook wel 'gegriemeld' genoemd. De flanken zijn zwart- of roodgekleurd. Incidenteel komen ook blauwe en vale dieren voor. In de aftekeningen komt veel variatie voor van bijna witte dieren tot bijna helemaal gekleurde dieren.
De Witrik van het oude type heeft een kruishoogte van 140 cm, een ruime voorhand, weinig openheid en is middelzwaar bespierd. De witrikaftekening erft dominant. Bij het kruisen van 2 Witrikken kan ook een geheel wit dier geboren worden met alleen een gepigmenteerde muil, donker gerande oren en zwarte hoeven. De Witrik wordt ook wel aalstreep, ruggeling, ruggelder, witrug en streeprug genoemd.

## Achtergrond
De Witrik komt al heel lang in Nederland voor. In 1344 werd de veestapel van het klooster Mackerhoeft bij Monnickendam verkocht. Van de 140 stuks rundvee waren er 9 zwarte, 2 rode en 1 witte Witrik. Omdat de Witrik geen ras is konden deze dieren niet in het stamboek worden opgenomen en het was zelfs vanaf 1950 door een nieuwe rundveeverordening verboden om met Witrikken te fokken. In 1953 is dit verbod weer opgeheven.
Ook bij andere rassen komt de witrikaftekening voor zoals onder anderen het Vogezenrund, het Fjållvee, de Pinzgauer, de Telemark en de Longhorn.

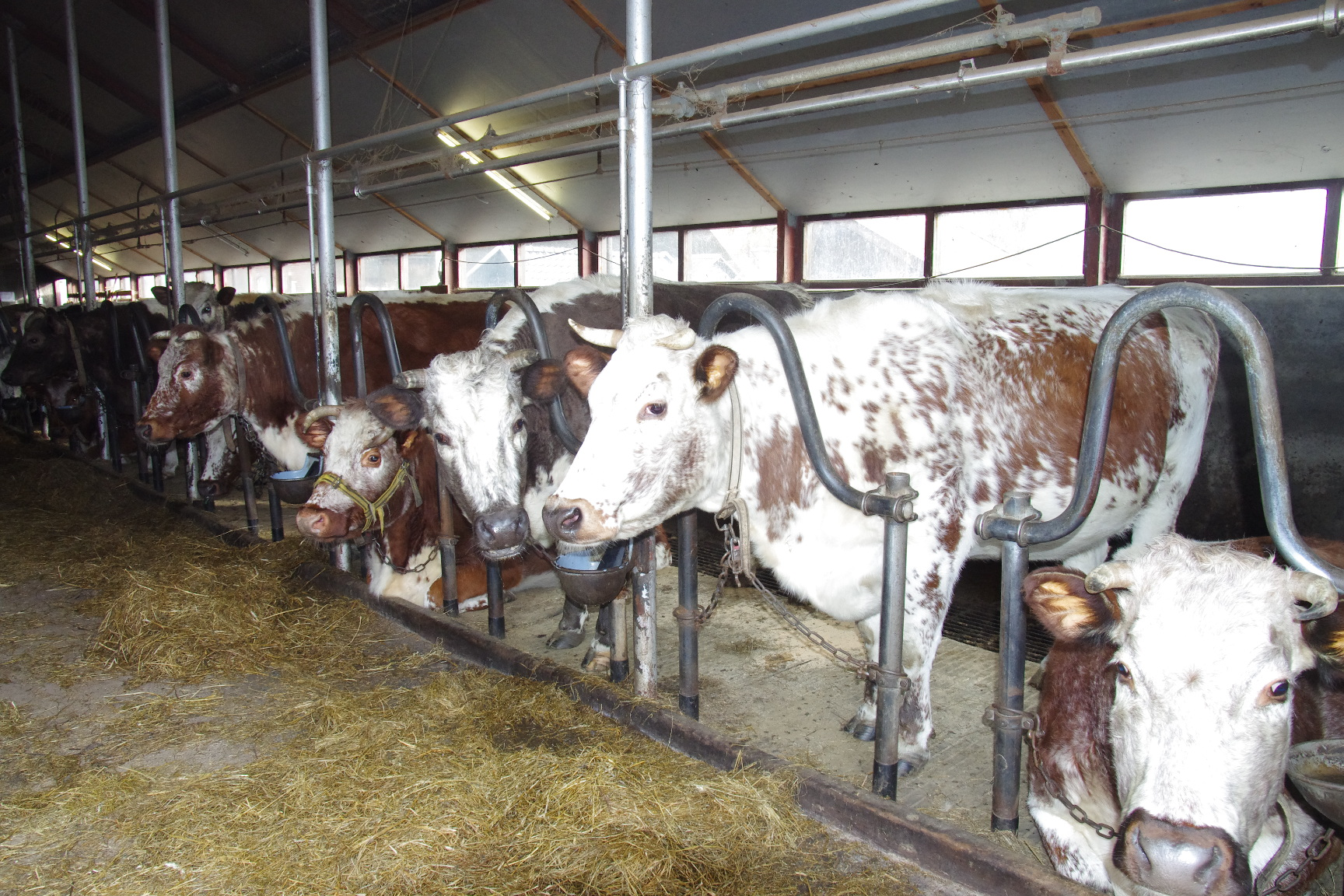
Witrikken

## Zeldzaamheid
Doordat de Witrik geen ras is, is het ook niet bekend hoeveel Witrikken van het “oude type” er in Nederland zijn.
Het Centrum voor Genetische Bronnen Nederland (CGN) heeft DNA-onderzoek gedaan naar de genetische variatie van de veestapel van de familie Van der Veen. Zij hebben een veestapel die uit Witrikken bestaat met verschillende kleuren, naast zwart en rood zijn er ook vale en blauwe Witrikken. Uit het onderzoek is gebleken dat slechts 27,5% van de genetische diversiteit terug te voeren is op het zwart- en roodbont Fries-Hollandsvee. Deze veestapel clustert niet samen met één enkel oorspronkelijk Nederlands ras. Samenvattend kan worden gezegd dat de familie Van der Veen een unieke veestapel heeft die moet worden bewaard voor het nageslacht.